# Wilma con gato
Wilma con gato (en neerlandés: Wilma met kat) es un retrato de Wilma Willink, pintado por su esposo Carel Willink en 1940. Wilma está representada en un retrato de medio cuerpo con un gato en los brazos y una columnata al fondo. El gato, cuyo nombre era Negus, fue sacrificado poco después de que se hiciera la pintura.
Asociada con el realismo mágico, Wilma con gato ha sido elogiada por su realización técnica. El Museo Arnhem lo compró en 1960. Desde 2021, hay una gran reproducción de la pintura en la fachada de una casa en Arnhem.

## Trasfondo
Wilma Willink (1905-1960), de soltera Jeuken, fue la segunda esposa del pintor neerlandés Carel Willink (1900-1983). Los dos se conocieron en 1930 y se casaron en 1933. Su esposo sentía gran afecto por ella y la pintó varias veces.
Al estallar la Segunda Guerra Mundial, los Willink tenían dos gatos, Negus, que recibió su nombre de un título honorífico de Haile Selassie, y Petertje. Cuando la comida se volvió cara durante la guerra, solo podían permitirse el lujo de tener un gato. Debido al gran tamaño de Negus y por respeto al escritor Menno ter Braak, el anterior propietario de Petertje y que se suicidó durante la invasión alemana de los Países Bajos, optaron por sacrificar a Negus.

## Tema y composición
Wilma con gato (en neerlandés: Wilma met kat) se hizo en 1940. Esta pintura al óleo sobre lienzo tiene las dimensiones 108 centímetros × 84.3 cm (42,5 in × 33.2 in). Wilma se muestra en un retrato de medio cuerpo y mira hacia el espectador. Lleva una chaqueta a cuadros y sostiene un gato con pelaje blanco y negro. Se apoya ligeramente en el pedestal de una estatua. En el fondo hay un suelo de mármol oscuro y una columnata más clara.
El gato es el gato Negus de la pareja Willink. Wilma quería mucho a Negus, quien es visto junto con ella en muchas fotografías. Wilma con gato se completó poco antes de su muerte.

## Recepción
El crítico de arte Bob Witman agrupa a Wilma con gato con las pinturas de Willink hasta 1940. Witman dice que estas son las obras más atractivas de Willink, realizadas cuando definitivamente abandonó su interés inicial por la abstracción y desarrolló un realismo mágico que omite la psicología. Witman llama a Wilma con gato «Willink en su mejor momento». Destaca su composición y el acierto técnico en la forma de pintar la tela de la chaqueta y el gato.

## Procedencia
Wilma con gato está en la colección del Museo Arnhem en Arnhem, Países Bajos. El museo lo compró en una subasta el 24 de mayo de 1960, un mes después de la muerte de Wilma por una hemorragia cerebral. El Rijksmuseum de Ámsterdam posee un boceto a lápiz de la pintura.
Para el centenario del Museo Arnhem en 2021, y para compensar el cierre por renovación, el museo reprodujo varias de sus pinturas como murales gigantes en lugares públicos de Arnhem. Wilma con gato fue la primera pintura en recibir este tratamiento. El museo lo seleccionó pidiendo al público que nombrara la pintura más bella de su colección.
El mural está ubicado en la fachada de una casa en Utrechtsestraat 54, en el camino entre la estación de tren de Arnhem y el Museo Arnhem. Mide 7 x 5 metros (23,0 x 16,4 pies) y fue pintado con pinceles por De Strekke Hand, un grupo de doce pintores que se especializan en reproducciones públicas de pinturas a gran escala. Al finalizar el mural, el Museo de Arnhem organizó un concurso de fotografía en el que se pidió a la gente de Arnhem que posara como Wilma con sus propios gatos. Las fotografías ganadoras se exhibieron debajo del mural.